# Skłody-Przyrusy
Skłody-Przyrusy – wieś w Polsce położona w województwie podlaskim, w powiecie wysokomazowieckim, w gminie Nowe Piekuty.
W latach 1975–1998 miejscowość administracyjnie należała do województwa łomżyńskiego.
Wierni kościoła rzymskokatolickiego należą do parafii św. Kazimierza w Nowych Piekutach.

## Historia wsi
Dwór i folwark należący do rodu Skłodowskich, herbu Jastrzębiec wzmiankowany w XVIII w. W pobliżu prawdopodobnie znajdowało się kilka zabudowań zamieszkałych przez chłopów.
Znani właściciele folwarku:
- 1737 – Kazimierz Skłodowski
- druga połowa [XVIII – Michał Skłodowski
- Mateusz Skłodowski
- 1840 – Piotr Skłodowski
- pierwsza połowa XIX w. – Walenty Idźkowski, poprzez ożenek z Rozalią ze Skłodowskich[8]

Miejscowość Skłody-Przyrusy w 1827 roku liczyła 3 domy i 25 mieszkańców. Na mapie z lat 30. XIX w. wykazano zabudowania wsi, folwark leżący na południe od niej, wiatrak i karczmę.
W końcu XIX wieku nadal istniał folwark dworski (wtedy Skłody Dworskie). W roku 1862 posiadał powierzchnię 375 morg. Wieś w powiecie mazowieckim, gmina i parafia Piekuty.
W 1921 r. Skłody-Przyrusy miały 12 domów i 82 mieszkańców (razem z częścią Skłody Dworskie).
Współcześnie miejscowość liczy 12 domów i 61 mieszkańców.